# Miss International Queen
Miss International Queen（ミス・インターナショナル・クイーン、略称MIQ）は、タイ王国パタヤ市にあるニューハーフ・シアター、Tiffany's Show Pattaya Co.,Ltd.が主催する、世界のニューハーフに参加を募って開催される、ニューハーフのビューティーコンテストの世界大会である。

## 概要
2004年に第1回大会が開催され、例年10月の最終金曜日または11月の第1金曜日に本選が開催される（2008年大会はタイの政情不安のために中止）。2009年大会は日本人出場者のはるな愛が優勝者となる。2012年大会は10月28日-11月2日の期間で開催された。2016年大会はラーマ9世崩御の影響で2017年の3月に延期された。
参加基準は、トランスジェンダーであること。18歳以上36歳以下で遺伝子学上は男性であること。性別適合手術の有無は問わない。外国人はオープン参加が可能であるが、タイ人の出場者は同じくTiffany's Show Pattaya Co.,Ltd.が主催するタイ人ニューハーフのためのビューティーコンテスト“Miss Tiffany's Universe”（毎年5月に開催） の優勝者が参加することになっている。また、外国人の参加については、同一人物の連続出場は2大会連続までという内規もある。

## 開催の経緯
“Miss Tiffany's Universe”は1998年から毎年行われるようになったが、2000年大会に初めて日本人ニューハーフが1名参加した。その後2002年大会に1名の日本人、2003年大会に3名の日本人と2名の韓国人が出場し、タイ人ニューハーフのためのコンテストであった“Miss Tiffany's Universe”が少しずつ国際化し始めた。また、Tiffany's Showは先行してアメリカで行われていた世界のニューハーフを集めてのビューティーコンテスト“Miss Queen of Universe”に2002年大会の優勝者を送り込み、優勝を果たした。こうした経緯からTiffany's Showとしては、自らこうした世界大会が開けないかと模索し始めるようになった。そこで、2004年からTiffany's Showはタイ人ニューハーフのビューティーコンテストとして“Miss Tiffany's Universe”を、世界のニューハーフを集めてのビューティーコンテストとして“Miss International Queen”を開催するようになった。“Miss International Queen”の開催に至っては、日本人ニューハーフが“Miss Tiffany's Universe”に参加してきたことによって先駆的な役割を果たしたと言えるだろう。なお、“Miss International Queen”の開催当初は在タイ日本人フォトグラファーの朝井秀郎が協力者として関わっていたということが、本人によるエッセーで綴られている。

## 開催目的
公式ホームページによると、開催目的は以下の通り。
1. 世界中のトランスジェンダーに国際的な競争の機会を与えるため。
2. 世界中のトランスジェンダーに今日の世界でより受け入れられる機会を提供するため。
3. 国際社会の間で人権認識を創造するため。
4. タイ王立エイズ基金への寄付活動を行うため。
5. レスビアン、ゲイ、バイセクシャル、トランスジェンダーのコミュニティの間の国際的な友好関係を築くため。
6. タイ政府観光庁に協力し、パタヤの観光客増加に寄与するため。
7. パタヤを世界で最もエンターテイメント性のある都市の一つとして発展させ続けていくため。
8. ティファニー・ショーが世界のレスビアン、ゲイ、バイセクシャル、トランスジェンダーのコミュニティの間の橋渡しをしていくため。

## 歴代優勝者
- 2004年大会（第1回大会）　Treechada Phetcharat（タイ）
- 2005年大会（第2回大会）　Mimi Marks（アメリカ）
- 2006年大会（第3回大会）　Erica Andrews（メキシコ）
- 2007年大会（第4回大会）　Tanyarat Jirapatpakon（タイ）
- 2009年大会（第5回大会）　はるな愛（日本）[2]
- 2010年大会（第6回大会）　Mini Han（韓国）
- 2011年大会（第7回大会）　Sirappasorn Auttayakorn（タイ）
- 2012年大会（第8回大会）　Kevin Balot（フィリピン）
- 2013年大会（第9回大会）　Marcela Ohio（ブラジル）[5]
- 2014年大会（第10回大会） Isabella Santiago（ベネズエラ）[6]
- 2015年大会（第11回大会） Trixie Maristela（フィリピン）[7]
- 2016年大会（第12回大会） Jiratchaya Sirimongkolnawin（タイ）[8]
- 2018年大会（第13回大会） Nguyen Huong Giang（ベトナム）[9]
- 2019年大会（第14回大会） Jazell Barbie Royale（アメリカ）[10]
- 2020年大会（第15回大会） Valentina Fluchaire（メキシコ）[11]
- 2022年大会（第16回大会）Fuschia Anne Ravena（フィリピン）
- 2023年大会（第17回大会）Solange Dekker（オランダ）

## 日本人出場者とその戦績
2004年の第1回大会から、2023年の第17回大会までのすべての大会に日本人出場者がいる。
- 2004年大会（第1回大会） 榊不二子、不動美樹、山崎つかさ、Tomo
- 2005年大会（第2回大会） 丸山かのん、山崎つかさ
- 2006年大会（第3回大会） 朝川ひかる
- 2007年大会（第4回大会） 月島紅、はるな愛、Shima Shyna（日本国籍を持つフィリピン人と日本人のハーフ）

※月島紅　Miss National Costume受賞、タレント・コンペティション3位、本選上位10名入賞。
※はるな愛　本選上位10名入賞
- 2009年大会（第5回大会） 冴島柚姫、月島紅、はるな愛

※月島紅　Angel of Talent contest2位、本選上位10名入賞。
※はるな愛　Miss International Queen 2009受賞、Angel of Talent contest優勝。
- 2010年大会（第6回大会） たけうち亜美、Baby Shima Shyna

※たけうち亜美　Miss International Queen 準ミス第1位受賞、Miss Photogenic受賞。
- 2011年大会（第7回大会） 藤川花梨

※藤川花梨　Miss Best Evening Gown受賞、本選上位10名入賞。
- 2012年大会（第8回大会） 月島紅、橘優希

※月島紅　Best Kiss Talent Contest優勝、本選上位10名入賞。
※橘優希　Miss Best National Costume受賞。
- 2013年大会（第9回大会） 藤ノ宮せり、アナベル結羽、西原さつき[12]

※藤ノ宮せり　Miss Perfect Skin受賞、本選上位10名入賞。
※西原さつき　本選上位10名入賞。
- 2014年大会（第10回大会） アナベル結羽、如月リリア[13]
- 2015年大会（第11回大会） 水野涼、櫻木そら、西原さつき[14]

※西原さつき　Miss Photogenic受賞、本選上位10名入賞。
※水野涼  本選上位10名入賞。
- 2016年大会（第12回大会） 國咲舞花、鈴木ゆま[16]

※國咲舞花  本選上位10名入賞。
- 2018年大会（第13回大会） ゆうこ[17]
- 2019年大会（第14回大会） van[17]

※van  本選上位6名入賞。
- 2020年大会（第15回大会） 高橋りお[18]
- 2021年大会（第16回大会） ゆしん[19]

※ゆしん　ベストナショナルコスチューム賞受賞。
- 2023年大会（第17回大会） とも[21]